# Anteosaurus
Anteosaurus è un genere estinto di terapsidi, appartenente ai dinocefali. Visse nel Permiano medio (circa 260 milioni di anni fa). I suoi resti sono stati rinvenuti in Sudafrica.

## Descrizione
Questo animale, lungo oltre cinque metri e pesante forse più di mezza tonnellata, doveva essere un predatore eccezionale, uno dei più grandi del suo periodo. Il corpo massiccio era sorretto da arti robusti e dotati di grandi artigli, mentre la testa era enorme (80 centimetri di lunghezza) e provvista di una dentatura formidabile: i canini, lunghi e robusti, fanno supporre che l'anteosauro fosse abituato a squarciare le carni delle sue prede, che verosimilmente erano costituite da grandi erbivori come i pareiasauri o altri terapsidi. L'anteosauro fa parte di un gruppo di terapsidi noti come dinocefali (ovvero “teste terribili”), che ebbero una grande espansione nei primi tempi del Permiano superiore diffondendosi in Russia e in Sudafrica e producendo forme erbivore (come Moschops), onnivore (Jonkeria) e carnivore (Anteosaurus, appunto).
Come molti dinocefali, l'anteosauro possedeva un cranio dotato di un forte ispessimento delle ossa frontali; questa strana caratteristica era forse utilizzata in combattimenti intraspecifici per il predominio del territorio o delle femmine. In alcune ricostruzioni, in particolare a cavallo tra gli anni '70 e '80, l'anteosauro appare completamente ricoperto di pelo e dotato di una folta criniera leonina. In realtà queste ricostruzioni sono puramente ipotetiche, ma poiché il Sudafrica nel Permiano era soggetto a periodi freddi, poiché più vicino al Polo Sud rispetto ad oggi, è possibile che i terapsidi a sangue caldo (tra cui Anteosaurus) avessero sviluppato pelo per rimanere attivi anche a basse temperature. La specie più nota è Anteosaurus magnificus, conosciuta fra l'altro per una trentina di crani fossili.